# Jonathan Littell

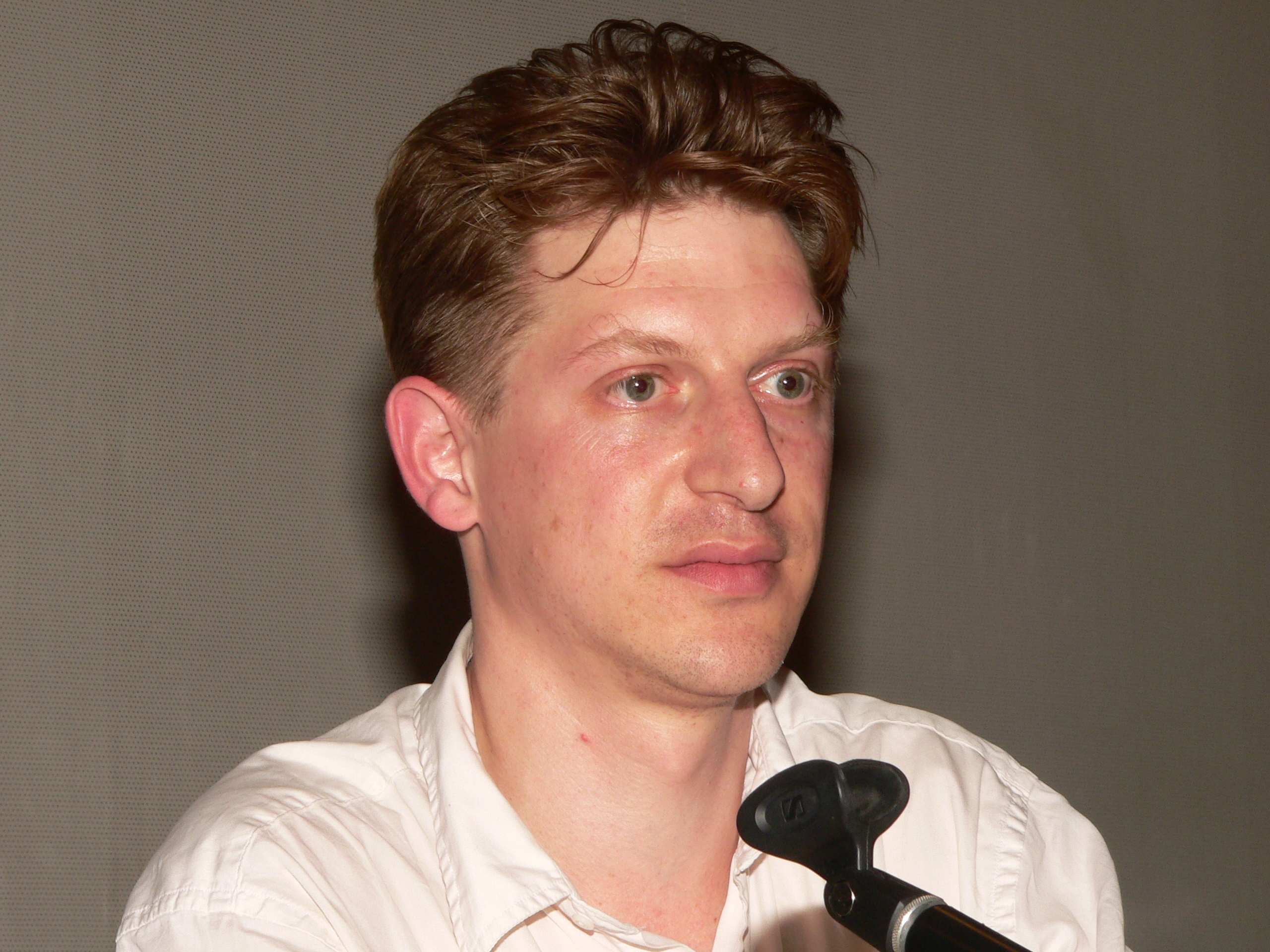
Jonathan Littell, 2007

Jonathan Littell (* 10. Oktober 1967 in New York) ist ein französischer Schriftsteller amerikanischer Herkunft.

## Leben und Werk
Littell stammt aus einer jüdischen Familie mit osteuropäischen Wurzeln. Der Familienname war ursprünglich „Lidsky“. Seine Großeltern väterlicher- wie mütterlicherseits wanderten zwischen 1880 und 1886 von Russland in die USA aus, als nach der Ermordung Zar Alexanders II. eine weitere Judenverfolgung einsetzte. Sein Vater Robert Littell wurde als Reporter und Verfasser zahlreicher, weltweit gelesener Spionageromane bekannt. Jonathan Littell wuchs zweisprachig auf, ging in Paris bis 1985 zur Schule und studierte dann in Yale. Nach vorhergehender Ablehnung durch die französischen Behörden ist er nach seinem Bucherfolg (Les Bienveillantes) seit März 2007 auch  französischer Staatsbürger.
Mit 39 Jahren veröffentlichte er in französischer Sprache seinen zweiten Roman Die Wohlgesinnten (Les Bienveillantes), den er nach mehreren Jahren Recherchearbeit in nur 120 Tagen niederschrieb und für den er mit dem Prix Goncourt ausgezeichnet wurde.
Die erste Buchveröffentlichung von Jonathan Littell ist der Science-Fiction-Roman Bad Voltage: A Fantasy in 4/4 in einem auf Thriller und Spionageromane spezialisierten Verlag. Littell hat u. a. Werke von Blanchot, Genet und de Sade ins Englische übersetzt.
Littell besuchte als Mitarbeiter der NGO Action Contre la Faim Bosnien, Afghanistan, den Kongo und Tschetschenien; dort wurde er im Januar 2001 leicht verwundet und begann für sein Buch Die Wohlgesinnten fünf Jahre lang zu recherchieren. Er lebt heute in Barcelona.
Im August 2008 reiste Littell im Auftrag von Le Monde nach Georgien. Am 3. Oktober 2008 erschien ebenda sein Bericht zum Kaukasus-Konflikt 2008.
Im Januar 2012 reiste Littell im Auftrag von Le Monde nach Syrien, um über das dortige Bürgerkriegsgeschehen zu berichten. Die Reportage ist „ein Dokument, kein literarisches Werk“ und als E-Book im Juli 2012 erschienen. 
2016 wurde der von Littell inszenierte Dokumentarfilm Wrong Elements veröffentlicht. Der Fokus liegt auf ehemaligen Kindersoldaten aus dem Bürgerkrieg in Uganda Ende der 1980er Jahre, die in der Lord’s Resistance Army kämpften. Der deutsche Kinostart war Ende April 2017.

## Werke
- 1989: Bad Voltage. A Fantasy in 4/4. Signet Books, New York City. ISBN 0-451-16014-2[5]
- 2006: Les Bienveillantes. Éditions Gallimard. ISBN 2-07-078097-X
  - Deutsch: Die Wohlgesinnten. Berlin Verlag, Berlin 2008. ISBN 978-3-8270-0738-4
- 2008: Le Sec et L’Humide. Éditions Gallimard, Paris. ISBN 978-2-07-011945-5 (v. a. über Léon Degrelle)
  - Deutsch: Das Trockene und das Feuchte. Ein kurzer Einfall in faschistisches Gelände. Aus dem Französischen von Hainer Kober. Berlin Verlag, Berlin 2009. ISBN 3-8270-0825-5 (mit einem Nachwort von Klaus Theweleit)
- 2008: Georgisches Reisetagebuch. Aus dem Französischen von Hainer Kober. Berlin Verlag, Berlin 2008. ISBN               978-3-8270-0854-1
- 2009: Ein Sonntag im Sommer. Aus dem Französischen von Hainer Kober. Matthes & Seitz, Berlin 2009. ISBN 978-3-88221-741-4
- 2009: Tschetschenien im Jahr III. Aus dem Französischen von Hainer Kober. Berliner Taschenbuch Verlag btv, Berlin. ISBN 978-3-8333-0688-4
- 2011: Bericht über nichts. Aus dem Französischen von Hainer Kober. Matthes & Seitz, Berlin. ISBN 978-3-88221-614-1
- 2012: Notizen aus Homs. Aus dem Französischen von Dorit Gesa Engelhardt. Hanser, München. ISBN 978-3-446-24114-5[10]
- 2013: Triptychon: drei Studien zu Francis Bacon. Aus dem Französischen von Hainer Kober. Hanser, München. ISBN 978-3-446-24032-2
- 2016: Eine alte Geschichte. Matthes & Seitz, Berlin. ISBN 978-3-95757-231-8